# Кортичела (Ђенова)
Кортичела је насеље у Италији у округу Ђенова, региону Лигурија.
Према процени из 2011. у насељу је живело 63 становника. Насеље се налази на надморској висини од 75 м.